# Exploradora del amor
Exploradora del amor (en hangul, 나의 완벽한 비서; romanización revisada, Naui wanbyeokan biseo; literalmente, «Mi secretario perfecto») es una serie de televisión surcoreana escrita por Ji Eun, codirigida por Ham Joon-ho y Kim Jae-hong, y protagonizada por Han Ji-min, Lee Joon-hyuk, Kim Do-hoon y Kim Yoon-hye. Se emitió por el canal SBS desde el 3 de enero hasta el 8 de febrero de 2025, los viernes y sábados a las 22:00 (hora local coreana). También está disponible en algunas plataformas de contenidos audiovisuales: Wavve en Corea del Sur, y Netflix y Viki en otros países.

## Sinopsis
La historia principal es el romance entre la directora ejecutiva de una empresa dedicada a la caza de talentos que no sabe hacer nada más que trabajar y un secretario que es bueno criando a su hija y cuidando la casa, pero también en el trabajo.

## Reparto

### Principal
- Han Ji-min como Kang Ji-yoon, directora ejecutiva de Peoplez, la empresa de cazatalentos número dos en la industria, a la que ha llevado a ese lugar en solo cinco años desde que la fundó. Aunque tiene una personalidad segura y habilidades sobresalientes, concentra toda su energía en el trabajo y no puede hacer nada más.[1][2][3]
- Lee Joon-hyuk como Yoo Eun-ho, el secretario de Ji-yoon. Es un padre soltero que es perfectamente bueno criando hijos, cuidando la casa e incluso trabajando, y es alguien infinitamente amable en quien se puede confiar.[2][4][5]
- Kim Do-hoon como Woo Jung-hoon, director de tecnología de Peoplez, el despreocupado e inmaduro hijo menor de una familia chaebol. Precisamente su padre, inversor en la empresa, fue quien le invitó a trabajar en ella, lo que hace en la medida suficiente para que no lo despidan.[6][7]
- Kim Yoon-hye como Jung Soo-hyun, una escritora de libros ilustrados, madre soltera y compañera de crianza de Eun-ho. Con una personalidad tranquila y valiente, sabe avanzar con confianza y asumir desafíos, así como hacer caso omiso de lo que los demás puedan opinar de ella.[6][8][9]

### Secundario

#### Personal de Peoplez
- Lee Sang-hee como Seo Mi-ae, la directora financiera de Peoplez y única amiga de Ji-yoon, a la que conoce desde hace veinte años. Aunque tiene una personalidad generosa y tranquila, es extremadamente sensible cuando se trata de dinero y no puede tolerar que se desperdicie ni un solo céntimo.[10]
- Heo Dong-won como Kim Young-soo, un gerente consultor en Peoplez.[11]
- Yoon Ga-i como Na Gyu-rim, consultora de Peoplez; pese a su juventud, es la empleada más ocupada y capaz de la empresa.[12][13][14]
- Seo Hye-won como Oh Kyung-hwa, consultora de Peoplez.[11][15]
- Go Geon-han como Lee Kwang-hee, un consultor novato en Peoplez.[11]

#### Otros
- Park Bo-kyung como Kim Hye-jin, directora ejecutiva de Career Way, la empresa de cazatalentos número uno del sector. Rival y exmentora de Ji-yoon.[16][17]
- Gi So-you como Yoo-byeol, la hija de Eun-ho.[11]
- Kim Tae-bin como Jung Seo-joon, el hijo de Soo Hyun.[11]
- Lee Jae-woo como Lee Kang-seok, un hombre al que le encantan los viajes y los deportes; es propietario de una librería de segunda mano, marido de Mi-ae y sénior de Eun-ho.[18][19]
- Song Ji-in como Park Sung-kyung, directora del jardín de infancia Sky y cuñada de Jung-hoon.[11]
- Yoon Yoo-sun como Lee Jeong-sun, la madre de Soo-hyun.[11]
- Cho Seung-yun como Woo Chul-yong, presidente del Grupo Woomyung y padre de Jung-hoon.[11]
- Jo Han-jun como Go Jeong-nam.
- Kang Gil-woo como Kim Dong-gi.
- Song Young-gyu como el mánager Song.
- Nam Myeong-ryeol.
- Jo Wan-ki como el padre de Ji-yoon.[20]

### Apariciones especiales
- Lee Hee-joon como Peter Kwon, diseñador de coches de carreras de F1 (episodio 1).[20][21]
- Hyeon Bong-sik como el dueño del coche al que Kang Ji-yoon se sube por error (episodio 1).
- Kwon Hyuk como Yang Jin-ho, un gran talento de Hansoo Electronics, que está pensando en cambiar de empresa y acaba abandonando incluso el país para ir a trabajar a China (episodio 1).[22]
- Jeon Sung-woo (episodio 2).
- Choi Hee-jin como la directora ejecutiva del Grupo Serim, que solicita la ayuda de Peoplez para encontrar un gerente (episodio 2).[23][24]
- Heo Jun-suk como Han Jeong-won, un chef con una estrella Michelin que quiere llevarse a una colaboradora del restaurante a su nuevo trabajo (episodio 3).
- Kim Jung-young como Jo Young-sook, una experta en reparaciones de artículos de lujo que trabajaba en el anonimato, en un minúsculo taller al final de un callejón, hasta que en Peoplez le proponen que pase a ser tasadora para una gran empresa (episodios 5-6).[25]
- Go Won-hee como Jeong Han-ah, empleada de la empresa de cosméticos Diane Beauty, que quiere abandonarla después de haber tenido un romance con un compañero de trabajo (episodio 7).[26][27]
- Min Jin-woong como Kim Jing-guk, un empleado de Diane Beauty que ha tenido una relación con una compañera de trabajo (episodio 7).[26][27]
- Kim Shin-rok como Seon-woo, una exitosa abogada que necesita bajr su ritmo de trabajo para no perder la custodia de su hijo (episodio 8).[28][29]
- Kwon Eun-seong como Tae-yun, el hijo de Seon-woo (episodio 8).[28]
- Kwak Si-yang como Min Jeong-hyeok, director ejecutivo de una exitosa empresa de diseño de interiores al que Eun-ho ve como un rival (episodio 9).[30]

## Banda sonora original
SBS difundió el 2 de enero de 2025 la lista de cantantes que intervendrían en la banda sonora original de la serie: Paul Kim y Minnie, el artista de hip-hop Paul Blanco, los cantantes Kwon Jin-ah y Sam Kim, los cantautores Hiko, Yoon Machi (MRCH) y Jin Hyo-jung.
| Parte    | Fecha de publicación                                                                 | Título                                                                               | Letra                                                                                | Música                                                                               | Artista                                                                              | Dur.                                                                                 | Ref.                                                                                 |
| -------- | ------------------------------------------------------------------------------------ | ------------------------------------------------------------------------------------ | ------------------------------------------------------------------------------------ | ------------------------------------------------------------------------------------ | ------------------------------------------------------------------------------------ | ------------------------------------------------------------------------------------ | ------------------------------------------------------------------------------------ |
| Especial | 2 de enero de 2025                                                                   | 내가널지켜줄게 («Yo te protegeré»)                                                   | Lee Ki-hwan, More                                                                    | Lee Ki-hwan, More, Go Hyeong-eun                                                     | Paul Kim                                                                             | 4:11                                                                                 | [ 33 ] [ 34 ] [ 35 ]                                                                 |
| 1        | 4 de enero de 2025                                                                   | «Test me»                                                                            | Joo Chan-yang (Pollen), Lavin                                                        | Joo Chan-yang (Pollen), Lavin                                                        | Paul Blanco                                                                          | 3:31                                                                                 | [ 36 ] [ 37 ]                                                                        |
| 2        | 10 de enero de 2025                                                                  | «How you feelin'»                                                                    | Kim Beom-ju, Kim Si-hyuk                                                             | Kim Beom-ju, Kim Si-hyuk                                                             | Kwon Jin-ah                                                                          | 3:44                                                                                 | [ 38 ]                                                                               |
| 3        | 11 de enero de 2025                                                                  | «Like a Moonlight»                                                                   | Lee Dong-wook                                                                        | Lee Dong-wook                                                                        | Sam Kim                                                                              | 3:48                                                                                 | [ 39 ] [ 40 ]                                                                        |
| 4        | 17 de enero de 2025                                                                  | «More and more»                                                                      | Lee Seon, Heeyeon                                                                    | Heeyeon, Lee Seon, Wooh!                                                             | Yoon Machi (MRCH)                                                                    | 3:19                                                                                 | [ 41 ] [ 42 ]                                                                        |
| 5        | 18 de enero de 2025                                                                  | «Run to you»                                                                         | Lee Ki-hwan, More, Moon                                                              | Lee Ki-hwan, More, Moon                                                              | Hiko                                                                                 | 4:05                                                                                 | [ 43 ] [ 44 ]                                                                        |
| 6        | 24 de enero de 2025                                                                  | «Like a Moonlight»                                                                   | Lee Dong-wook                                                                        | Lee Dong-wook                                                                        | Jin Hyo-jung                                                                         | 3:58                                                                                 | [ 45 ] [ 46 ]                                                                        |
| 7        | 25 de enero de 2025                                                                  | «Answer»                                                                             | Jasmine                                                                              | Lee Hae-in, Jasmine                                                                  | Minnie                                                                               | 3:53                                                                                 | [ 47 ] [ 48 ]                                                                        |
| Notas    | Las canciones de la banda sonora tienen una versión instrumental de igual duración . | Las canciones de la banda sonora tienen una versión instrumental de igual duración . | Las canciones de la banda sonora tienen una versión instrumental de igual duración . | Las canciones de la banda sonora tienen una versión instrumental de igual duración . | Las canciones de la banda sonora tienen una versión instrumental de igual duración . | Las canciones de la banda sonora tienen una versión instrumental de igual duración . | Las canciones de la banda sonora tienen una versión instrumental de igual duración . |

## Producción
Exploradora del amor es una producción en doce episodios de Studio S y EO Contents Group para SBS. El guion es obra de Ji Eun, y la dirección corre a cargo de Ham Joon-ho y Kim Jae-hong. El título inicial era While Greetings, pero se cambió a Mi secretario perfecto (en el original coreano) porque era más adherente a la trama y el tono de la producción.
En agosto de 2023 los actores Han Ji-min y Lee Jun-hyuk anunciaron que estaban considerando favorablemente aparecer en la serie, hecho que se confirmó oficialmente en el sucesivo mes de noviembre. El rodaje comenzó el 7 de marzo de 2024, y aún estaba en curso a finales de junio.
El 13 de noviembre de 2024 la productora lanzó el primer cartel de avance de la serie, con una imagen de la oficina de Ji-yoon, y confirmó el 3 de enero de 2025 como la fecha del estreno. En los días sucesivos publicó fotogramas y hasta cuatro vídeos de avance, el último el 27 de diciembre.
La presentación de la producción estaba prevista para las 14 horas del 3 de enero de 2025, pero el equipo de producción la canceló en señal de luto por las 179 víctimas del accidente de un avión de Jeju Air, ocurrido en el aeropuerto de Muan el 29 de diciembre.

### Controversias
El 13 de enero de 2025 el equipo de producción publicó una nota de disculpas después de que se difundiera la noticia de que el codirector Ham Joon-ho volvía a trabajar tras haber cometido un delito en 2020, cuando fue condenado por agresión e insultos en estado de ebriedad. Ham fue suspendido según los procedimientos de la empresa por este incidente y regresó al departamento de dirección después de tres años de reflexión. Este incidente se hizo público tras la emisión de los episodios 3 y 4, que supusieron un gran salto de audiencia para la serie, y se temía que pudiera perjudicar a los siguientes.

## Audiencia
Con esta serie SBS, que logró éxitos de audiencia el año pasado programando producciones de género de acción y dramas legales, mostraba su ambición de ingresar seriamente en el mercado del género romántico y de buscar contenidos más ligeros. Al menos en principio, esta estrategia no pareció dar grandes frutos: el primer episodio registró un 5,2 % en ámbito nacional, según la empresa de mediciones Nielsen Korea, con un pico del 7,3 %. Este dato supone un fuerte retroceso respecto al primer capítulo de la serie precedente, la segunda temporada de The Fiery Priest, que tuvo un 11 % en el primer episodio y un 10,9 % en el último. Sin embargo, el segundo capítulo de Exploradora del amor subió hasta el 6,5 %, pese a la concurrencia de dos títulos fuertes como El cuento de la dama Ok (noveno ep., 10,3 %) y Cuando el teléfono suena (último episodio, 8,6 %), que, además, lograron el mismo día su mejor dato de audiencia. El episodio 3 dobló la audiencia del primero, y el 4 tocó ya el 11,3 %, con un pico del 14 %.
Según publicó el 14 de enero Good Data Corporation, una agencia que analiza la competitividad en línea de las producciones televisivas surcoreanas, Exploradora del amor ocupó el segundo lugar, después de El juego del calamar 2, entre las producciones que más eco habían alcanzado entre los internautas, con un aumento significativo en actualidad en comparación con la semana anterior debido a las actuaciones de Lee Jun-hyuk y Han Ji-min, quienes ocuparon el primer y segundo lugar respectivamente en el apartado de series de ficción. El director ejecutivo de Good Data, Won Soon-woo, declaró: «los internautas están respondiendo positivamente a la química entre los dos actores principales, Lee Jun-hyuk y Han Ji-min».
Un observador explicó este éxito de audiencia aludiendo a tres factores: la perfecta tensión romántica entre la pareja protagonista; la belleza visual de algunas escenas (por ejemplo, en el capítulo 3, las vueltas que da Eun-ho en coche mientras ella está dormida, que muestran el centro de Seúl por la noche); y por último el tema mismo de la caza de talentos en el ámbito laboral, más bien desconocido por el público. Otro elemento destacado por otros críticos es el papel de Lee Joon-hyuk, su primer personaje romántico después de muchas series y películas de otros géneros, donde a menudo aparecía como el villano. Según el propio Lee, «de todos los personajes que he interpretado hasta ahora, la voz de Yoo Eun-ho es la más similar a la mía». Para el crítico Ha Jae-geun, «Lee Joon-hyuk tiene una expresión que se adapta tan bien al romance que es difícil creer que no haya interpretado a un actor principal romántico hasta ahora».
Por lo que respecta a su difusión internacional, según publicó el servicio Rakuten Viki, que la transmite en 123 países, la serie ocupó el primer lugar mundial por audiencia en su segunda semana de emisión.
| Temporada | Temporada | Episodio número | Episodio número | Episodio número | Episodio número | Episodio número | Episodio número | Episodio número | Episodio número | Episodio número | Episodio número | Episodio número | Episodio número | Promedio |
| Temporada | Temporada | 1               | 2               | 3               | 4               | 5               | 6               | 7               | 8               | 9               | 10              | 11              | 12              | Promedio |
| --------- | --------- | --------------- | --------------- | --------------- | --------------- | --------------- | --------------- | --------------- | --------------- | --------------- | --------------- | --------------- | --------------- | -------- |
|           | 1         | 1.015           | 1.214           | 1.889           | 2.220           | 2.008           | 2.202           | 2.102           | 2.150           | 2.279           | 2.078           | 2.183           | 2.199           | 1.962    |

| Episodio | Fecha de emisión        | Índices de audiencia (Nielsen Korea) | Índices de audiencia (Nielsen Korea) |
| Episodio | Fecha de emisión        | Nacional                             | Seúl                                 |
| --- | ----------------------- | ------------------------------------ | ------------------------------------ |
| Especial 1 | 30 de diciembre de 2024 | 2,2 % (20.ª)                         | ND                                   |
| 1 | 3 de enero de 2025      | 5,2 % (10.ª)                         | 4,9 % (9.ª)                          |
| 2 | 4 de enero de 2025      | 6,5 % (6.ª)                          | 6,7 % (4.ª)                          |
| 3 | 10 de enero de 2025     | 10,5 % (3.ª)                         | 10,3 % (2.ª)                         |
| 4 | 11 de enero de 2025     | 11,3 % (2.ª)                         | 11,3 % (2.ª)                         |
| 5 | 17 de enero de 2025     | 10,7 % (3.ª)                         | 10,9 % (2.ª)                         |
| 6 | 18 de enero de 2025     | 11,4 % (2.ª)                         | 11,2 % (2.ª)                         |
| 7 | 24 de enero de 2025     | 11,0 % (2.ª)                         | 10,5 % (2.ª)                         |
| 8 | 25 de enero de 2025     | 10,9 % (2.ª)                         | 10,6 % (2.ª)                         |
| Especial 2 | 31 de enero de 2025     | 3,9 % (18.ª)                         | 3,9 % (19.ª)                         |
| 9 | 1 de febrero de 2025    | 11,8 % (2.ª)                         | 11,8 % (2.ª)                         |
| 10 | 7 de febrero de 2025    | 10,9 % (3.ª)                         | 10,7 % (2.ª)                         |
| 11 | 8 de febrero de 2025    | 11,7 % (2.ª)                         | 11,6 % (2.ª)                         |
| 12 | 14 de febrero de 2025   | 12,0 % (2.ª)                         | 11,3 % (2.ª)                         |
| Promedio | Promedio                | 10,3 %                               | 10,2 %                               |
| - En la tabla superior, los números azules representan las calificaciones más bajas y los números rojos representan las más altas. - 'ND' indica que no se publicó el dato correspondiente. - Para el cálculo del promedio no se tienen en cuenta los dos especiales. |                         |                                      |                                      |

## Crítica
El crítico de cultura popular Jeong Deok-hyeon comenta en las páginas de IS Plus sobre Exploradora del amor que le llamó la atención incluso entre otras series del momento más ambiciosas por escenario o presupuesto, como Si las estrellas hablaran, ambientada en una estación espacial, o The Queen Who Crowns, de tema histórico, en doble versión, por no hablar de la segunda temporada de El juego del calamar. Pero él se queda con esta comedia romántica de estilo tradicional: «aunque se trata de un género y una temática típicos, Exploradora del amor destaca como una variación adecuada a la época actual. En primer lugar, por la inversión de roles entre los protagonistas, donde ahora la mujer es jerárquicamente superior al hombre. Y también por el carácter de Eun-ho, que crea espacio para una «relación horizontal en la que se da y recibe ayuda a nivel personal». De hecho, señala que su vara de medir para una producción dramática es la presencia de personajes atractivos. Por último, a la pregunta de qué le atrae de esta serie, se responde que tal vez sea «que las personas se sienten atraídas por obras que parecen ordinarias pero que se sienten especiales, en lugar de lo ordinario contenido en obras que ponen lo especial en primer plano».
Choi Min-ji (Kyunghyang) afirma que la estrategia que explica la popularidad de la serie pese al cliché en que se basa es la «subversión de género», es decir, la inversión de roles con la mujer que es ahora la jefa del hombre: «ver a hombres desempeñando perfectamente el trabajo de cuidados, que se ha considerado dominio de las mujeres, es lo que hace que un drama que no se desvía mucho de las convenciones del género parezca fresco». Sin embargo, esta «inteligente idea [...] paradójicamente, termina enfatizando los roles de género marcados en la sociedad coreana. La mayoría de las cualidades de Eun-ho como secretario provienen del hecho de que es padre soltero. Si bien el estatus de madre soltera es un defecto fatal en una relación romántica típica, Eun-ho es atractivo porque es padre soltero. Otro fracaso en Exploradora del amor es Ji-yoon. Ji-yoon es una mujer profesional capaz, pero en su vida diaria comete tantos errores que difícilmente puede ser considerada una adulta común y corriente [...] Los defectos de Ji-yoon se utilizan como un medio para hacer brillar la perfección de Eun-ho».
Hardika Gupta (NDTV) escribe de la serie que se siente como un soplo de aire fresco en un género cargado de clichés: «no es solo un romance, es una joya rara que no solo desafía los roles y expectativas de género convencionales, sino que lo hace con elegancia y moderación». Elogia la dirección, «tan reflexiva como el guion» y nunca apresurada; la fotografía, sobria y basada en una iluminación suave, en línea con el «tono de la historia: suave pero potente, con una elegancia tranquila que permanece en el espectador mucho después de que termina el episodio»; el tratamiento de los protagonistas secundarios, que no son simples personajes unidimensionales; la «brillantez silenciosa» de la actuación de Han Ji-min; así como la banda sonora, que «complementa a la perfección los ritmos emocionales del programa».